# Małe Szerokie

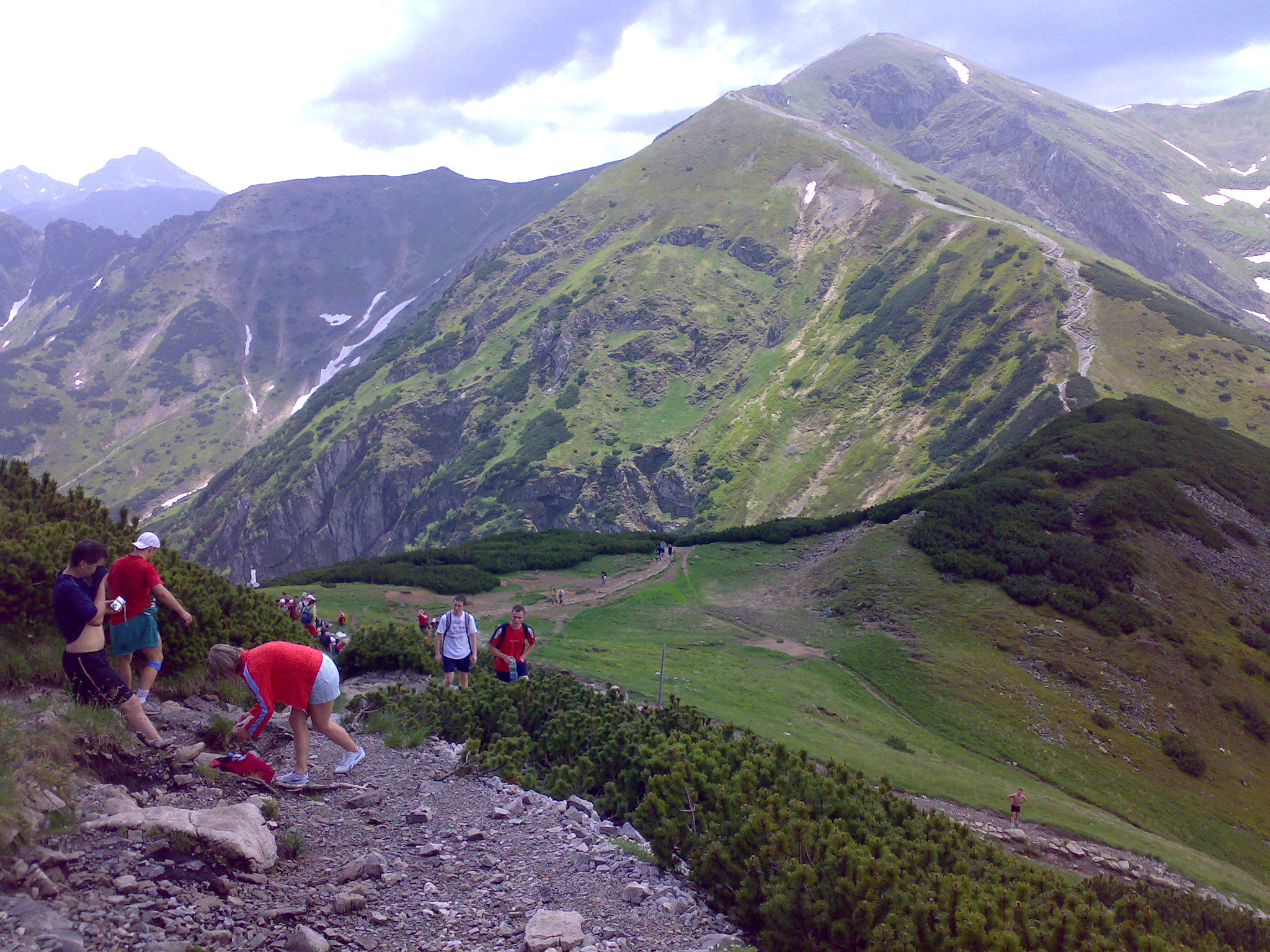
Małe Szerokie widoczne poniżej szlaku na północnej grani Kopy Kondrackiej

Małe Szerokie – upłaz na podwierzchołkowych stokach północnej grani Kopy Kondrackiej w polskich Tatrach Zachodnich. Stanowi górną część Doliny Małego Szerokiego i wznosi się nad Piekłem. Ciągnie się od Kondrackiej Przełęczy na południe, po skalistą, boczną grzędę oddzielająca Dolinę Małego Szerokiego od dolinki Długiego Żlebu. Po drugiej stronie tej grzędy znajduje się drugi upłaz Wielkie Szerokie. Nazwa tych upłazów jest pochodzenia ludowego. Dawniej były one wypasane, wchodziły w skład Hali Kondratowej. Małe Szerokie to bardzo stromy trawiasto-kamienisty upłaz. Po zaprzestaniu wypasu zaczyna stopniowo porastać kosodrzewiną. Górnym obrzeżem tego upłazu (północną granią Kopy Kondrackiej) prowadzi szlak turystyczny.

## Szlaki turystyczne
– żółty, odcinek z Kondrackiej Przełęczy na Kopę Kondracką. Czas przejścia 1 h, ↓ 45 min.